# Command & Conquer: Tiberian Sun – Firestorm
A Command & Conquer: Tiberian Sun – Firestorm egy valós idejű stratégiai játék, amit a Westwood Studios fejlesztett és 2000. március 7-én jelent meg PC-re. A játék az 1999-ben megjelent Command & Conquer: Tiberian Sun egyetlen kiegészítője. A történet a szétesett Nod Testvériség újjáegyesítési kísérletéről szól, ami fölött átveszi az uralmat a mesterséges intelligencia, így a világuralomra törő CABAL ellen kénytelenek a korábbi ellenségek összefogni.
A játék grafikailag ugyanazt a motort és 2,5D-s képi világot használja mint az alapjáték. A zenei hanganyagát a korábbi Command & Conquer játékokhoz hasonlóan ugyancsak Frank Klepacki szerezte, de a dallamvilág visszatért a gyorsabb és erőteljesebb hangzáshoz. A kiegészítő a küldetések mellett mindkét fél haderejéhez új egységeket adott hozzá.

## Története
A Firestorm az első C&C-játék, amelyben a cselekmények viszonylag párhuzamosan folynak, és ugyanaz lesz a végkimenetel mindkét fél számára. A történet a Tiberian Sun kanonikus befejezését követi: a GDI teljes győzelmet aratott, míg Kane súlyos sérüléseket szenved, majd ismét eltűnik, ellenségei szerint valószínűleg meghalt. A cselekmény 2031 januárjában folytatódik. A kiegészítő játék történetének főszereplője CABAL (Computer Assisted Biologically Augmented Lifeform), a Nod katonai szoftvere és mesterséges intelligenciája.

### GDI hadjárat
A 2. tiberiumháborút követő győzelem után a GDI jelentősen csökkenti a hadi kiadásait. A kutatók a zsákmányolt Tacitus segítségével akarják megakadályozni a tiberium terjedését, mivel számításaik szerint 1 éven belül élhetetlenné teszi az egész Földet. A földönkívüli adathordozót azonban csak lassan tudják lefordítani Tratos, a mutánsok vezérének segítségével. Váratlanul azonban lezuhan a Kodiak, a GDI parancsnoki hajója, a Nod csapatai pedig végeznek Tratossal. A létfontosságú kutatáshoz felhasználják a zsákmányolt CABAL egyik szerverét. Mialatt szerte a világon folyik a kutatás, kiderül, hogy a program számos információt ellopott tőlük, és azokat saját seregének fejlesztésére szánta. Cortez, a GDI ideiglenes parancsnoka és Slavik pedig összefog, hogy végleg leszámoljanak a mindkét felet átverő és elpusztítani szándékozó AI-vel.

### Nod hadjárat
A Nod néhány életben maradt vezetője tanácskozik, hogy mitévők legyenek. Anton Slavik, a Black Hand nevű csoport parancsnoka úgy véli, hogy vissza kell szerezni és újjá kell indítani CABAL-t, a testvériség katonai irányítószoftverét. A többi parancsnok ezt ellenzi, de Slavik újraindítja a programot, és a segítségével súlyos károkat okoznak a meglepett GDI-nak. Azonban CABAL megőrül, és egy parancsnoki távkonferencia során átveszi az irányítást a Nod összes kiborgja fölött, és a teljes vezérkarral végez. Csak Slavik éli túl, mivel a Black Hand csoportja mindig is ellenezte ezeket a fejlesztéseket, így neki csak ember testőrei voltak. Egy ellenségtől megszerzett EVA (Electronic Video Agent) interface segítségével összevonja a megmaradt egységeket, melyek fölött még nem vették át az irányítást. A parancsnok figyelmezteti az ellenséget is a veszélyre, és arra, hogy CABAL ki akarja irtani az emberiséget, és robotkatonákká alakítaná őket. A súlyos események láttán vonakodva bár, de a két ősellenség parancsnoka összefog, így jelentősen sikerül a kiborghadsereget visszaszorítaniuk.

### Végkimenetel
CABAL a felek titkos információit megszerezve igen komoly védelmet épített ki főszerverének védelmére. A GDI Firestorm generátorával egy rövid időre sebezhetetlen lesz, míg a Nod lézerobeliszkjeit jelentősen továbbfejlesztette, így sosem látott erejű fegyverekkel vette körbe magát. Azonban a támadások sikeresek, így a program beveti utolsó fegyverét, a Core Defender nevű óriásrobotot, amely lézerfegyvere segítségével a legendás erejű Mammoth Mk. II-es szuperlépegetőt is azonnal képes elpusztítani. A C&C-univerzum első boss fightjának végén elpusztítják a szervert, így vetve véget a mesterséges intelligencia ámokfutásának.
A konfliktus után Slavik lesz a korábban széttagolt Nod Testvériség egyedüli vezére, míg a GDI tudósai az idegen eredetű Tacitus segítségével megállítják a tiberium terjedését. A szuperszonikus hanghullámok segítségével megkezdődik a világ fontosabb helyeinek megtisztítása.
Ezalatt egy ismeretlen helyen, egy mély földalatti bunkerben feltűnik CABAL igazi, titkos szervere, benne a bioprocesszorként használt emberekkel. Az egyik ilyen tartályban van a sérült, de már gyógyuló Kane, aki végig a tényleges események mögött állt, és a mesterséges intelligencia felhasználásával egyesítette a Nod Testvériséget Anton Slavik parancsnoksága alatt. CABAL és Kane túlélése és együttműködése még hosszú évekig titokban maradt mindkét fél számára.

## Új egységek
A kiegészítő amellett, hogy átalakított néhány korábbi egységet (pl. a tüzérség gyengült, míg a jumpjet infantry gyorsabb és hatékonyabb lett), mindkét féknek új egységeket is elérhetővé tett.

### Közös egységek
- Mobile EMP: A hatékony bázisvédelmi objektum mozgó változata, amelynek használatával a járművek kis csoportja egy időre teljesen működésképtelenné válik.
- Mobile war factory / Fist of Nod: mobilizálható hadiüzem, amely az összes harcjármű előállítására képes a pálya bármely pontján. Az MCV-hez hasonlóan telepíthető, ám mérnökökkel nem lehet sem elfoglalni, sem megjavítani. Habár a nevük különböző, nincs különbség a felek ezen egységei között.

### GDI
- Juggernaut Mk. I: a GDI válasza a Nod nehéztüzérségére. Egy nagy méretű, két lábú lépegető, amely 3 nagy erejű löveggel van ellátva. A tüzeléshez támasztékokra van szüksége, ezek használatakor, valamint tüzelés közben a jármű mozgásképtelen, ráadásul igen pontatlan.
- Drop Pods: a pálya bármely részére küldhetünk 7 veterán katonát. A becsapódásuk is sebez, védtelenül hagyott objektumok ellen pedig igen hatásosak.
- Limpet drone: földbe rejtett kis méretű robot, amely rátapad az ellenséges járművekre, és lassítja azokat. Jól alkalmazható az ellenséges területek feltérképezésére, mivel csak szerelőműhelyben lehet eltávolítani. Az EMP képes a földben lévő drónok elpusztítására.[4]

### NOD
- Mobile Stealth Generator: a álcázóberendezés kisebb hatósugarú, de mozgatható változata. Letelepítve a körülötte lévő egységeket láthatatlanná teszi, ráadásul működése független a bázis erőműveitől.
- Cyborg reaper: a CABAL által létrehozott egység egy valóra vált rémálom. Szörnyű, erősen mutálódott koponyaszerű feje és 4 robotlába a terrort szolgálja, míg hálóvetőivel megbénítja a gyalogságot, melyet rakétáival elpusztít. Repülőgépek ellen is hatékony, mozgékonysága és abnormálisan gyors regenerálódása a tiberiummezőkön félelmetes ellenféllé teszi.[5]

## Freeware
A Firestormot a Tiberian Sunnal együtt az EA 2010 februárjában freeware-ré minősítette. A freeware kiadás a The First Decade nevű játékgyűjteménybe beépített verzión alapult. Egy hiba miatt a módosított program nem tudja elolvasni a movies03.mix fájlt, amely a Firestorm-specifikus átvezető jeleneteket tartalmazza az eredeti CD-kiadásban, és az összes videót a movies01.mix fájlba portolták az eredeti Tiberian Sun GDI jeleneteivel együtt, ez okozza az utóbbi fájl jelentősen nagyobb méretét.